# Турагский сельсовет
Турагский сельсовет — административно-территориальная единица и муниципальное образование со статусом сельского поселения в Табасаранском районе Дагестана Российской Федерации.
Административный центр — село Тураг.

## Население
| 2002  | 2010  | 2012  | 2013  | 2014  | 2015  | 2016  |
| ----- | ----- | ----- | ----- | ----- | ----- | ----- |
| 2389  | ↘2042 | ↘2001 | ↘1983 | ↘1954 | ↘1949 | ↘1913 |
| 2017  | 2018  | 2019  | 2020  | 2021  | 2023  | 2024  |
| ↘1871 | ↗1890 | ↘1878 | ↘1866 | ↗2178 | ↘2150 | ↗2155 |
| 2025  |       |       |       |       |       |       |
| ↘2153 |       |       |       |       |       |       |

## Состав
| № | Населённый пункт | Тип населённого пункта       | Население |
| - | ---------------- | ---------------------------- | --------- |
| 1 | Ничрас           | село                         | ↘815      |
| 2 | Тураг            | село, административный центр | ↗1363     |